# 中央区立明石小学校
中央区立明石小学校（ちゅうおうくりつ あかししょうがっこう）は、東京都中央区明石町にある公立小学校。

## 沿革
- 1908年（明治41年）
  - 5月31日 - 中央区明石町42番地に木造二階建校舎竣工。
  - 11月20日 - 学校名を東京市明石尋常小学校と命名し、開校式挙行。
- 1911年（明治44年）3月25日 - 第1回卒業式挙行。
- 1916年（大正5年）3月 - 校歌制定。
- 1923年（大正12年）9月1日 - 12時頃に発生した関東大震災により、校舎全焼。
- 1924年（大正13年）1月26日 - 焼跡にバラックの校舎建築落成。
- 1925年（大正14年）3月27日 - 校舎本建築のバラック校舎を小田原町4丁目78番地に建築し、移転。
- 1926年（大正15年）
  - 8月26日 - 3階建鉄筋コンクリート校舎竣工。
  - 9月10日 - 新校舎に移転し、授業開始。
- 1931年（昭和6年）4月10日 - 明石幼稚園併設開園。
- 1941年（昭和16年）4月1日 - 国民学校令により、東京府東京市明石国民学校と改称。
- 1944年（昭和19年）8月23日 - 戦局の悪化により、この日以降、児童の大部分が、静岡県や埼玉県等に集団疎開する。
- 1945年（昭和20年）10月22日 - 終戦により、児童集団疎開から復帰。
- 1954年（昭和29年）9月1日 - 特殊学級併設開級。
- 1965年（昭和40年）12月29日 - 校舎窓サッシ・外装工事完了。
- 1968年（昭和43年）11月22日 - 創立60周年記念式典挙行し、記念誌発行。
- 1977年（昭和52年）12月4日 - 校舎外装工事完了。
- 1978年（昭和53年）
  - 9月20日 - 校舎特殊カラー塗装（レイコールド、ウォークトップ）工事完了。
  - 9月26日 - 消防設備改修工事完了。
  - 10月20日 - 開校70周年記念式典挙行し、作品資料展開催。
- 1981年（昭和56年）8月27日 - 校舎の床張り替え工事完了。
- 1983年（昭和58年）9月5日 - 電気系統分離工事及び第2階段塗装工事完了。
- 1986年（昭和61年）8月28日 - 給食室改修工事終了。
- 1988年（昭和63年）
  - 8月31日 - 校内塗装（1階・講堂・家庭科室・階段）と校庭特殊カラー舗装の両工事が完了。
  - 10月22日 - 開校80周年記念式典挙行し、資料展・展示会開催。
  - 11月20日 - ガス灯点灯（水銀灯）。
  - 11月29日 - 開校80周年記念誌発行。
- 1989年（平成元年）3月15日 - 水道配管改修工事完了。
- 1991年（平成3年）10月8日 - 校内塗装工事完了。
- 1992年（平成4年）8月31日 - 防球ネット設置工事完了。
- 1994年（平成6年）8月31日 - 校舎外壁補修塗装工事完了。
- 1995年（平成7年）9月30日 - 校舎内電灯取替え増設壁工事・トイレ改修工事・ドリームルーム新設工事の各工事が完了。
- 1997年（平成9年）8月29日 - 校舎・講堂耐震工事と給食室冷暖房機設置工事の両工事が完了。
- 1998年（平成10年）10月17日 - 開校90周年記念式典挙行し、資料展開催、資料集発行。
- 1999年（平成11年）10月21日 - 玄関バリアフリー化工事完了。
- 2001年（平成13年）2月20日 - 校舎東側トイレ改修工事完了。
- 2002年（平成14年）2月18日 - 校舎西側防球ネット設置工事完了。
- 2004年（平成16年）4月1日 - 風力発電「かぜまる君」設置。
- 2005年（平成17年）
  - 1月28日 - 土曜スクール開始。
  - 6月4日 - 学校評議員制度開始。
- 2010年（平成22年）9月1日 - 校舎改築工事に伴い、仮校舎にて授業を開始する。
- 2012年（平成24年）9月3日 - 校舎が完成し、新校舎にて授業を開始する。
- 2013年（平成25年）
  - 1月24日 - 新校庭が完成し、使用を開始する。
  - 2月16日 - 中央区主催による新校園舎落成式挙行。

## 通学区域と進学先中学校
出典：

### 通学区域
- 入船3丁目
- 湊3丁目
- 明石町
- 築地7丁目

小学校の児童数と教員数
| 年度     | 児童総数 | 1年生 | 2年生 | 3年生 | 4年生 | 5年生 | 6年生 | 教員数 | 職員数 |
| -------- | -------- | ----- | ----- | ----- | ----- | ----- | ----- | ------ | ------ |
| 令和元年 | 432人    | 96人  | 93人  | 62人  | 71人  | 55人  | 55人  | 30人   | 2人    |
| 令和2年  | 458人    | 74人  | 99人  | 96人  | 61人  | 72人  | 56人  | 31人   | 2人    |
| 令和3年  | 507人    | 100人 | 74人  | 97人  | 98人  | 63人  | 75人  | 33人   | 3人    |
| 令和4年  | 555人    | 117人 | 103人 | 78人  | 93人  | 97人  | 67人  | 34人   | 3人    |
| 令和5年  | 575人    | 90人  | 114人 | 101人 | 80人  | 92人  | 98人  | 36人   | 2人    |

### 進学先中学校
公立学校に進学する場合
- 中央区立銀座中学校

## 周辺
- 中央区立明石幼稚園 - 同一建物内でかつ、進級前幼稚園のひとつ。
- 居留地中央通り（中央区道）
- 居留地通り（中央区道）
- 東京都道473号新富晴海線
- 聖路加助産院マタニティケアホーム
- 聖路加国際大学
  - 聖ルカ礼拝堂 - 居留地通り（中央区道）をはさんで、敷地が隣接。
  - 聖路加国際病院
- 築地教会
- カトリック築地教会
- 東京都第一建設事務所
- 東京消防庁京橋消防署築地出張所
- 築地川公園
- 東京都道・千葉県道50号東京市川線
- 中央区保健所
  - 中央区立明石町保育園 - 進級前保育園のひとつ。
- あかつき公園
- 聖路加ガーデン
- 隅田川

## アクセス
- 東京メトロ日比谷線築地駅から、徒歩5分。
- 東京メトロ有楽町線新富町駅（6番出口）から、徒歩5分。
- 学校ホームページ内の「アクセス」には記載無いが、都営バス「明石町」・「中央区保健所」の各バス停からもアクセス可能。